# Magdeburger Knabenchor
Der Magdeburger Knabenchor wurde 1985 durch Frank Satzky in Magdeburg gegründet, der den Chor bis Mitte 2023 leitete. Die Leitung des Chores wird seither (2024) von Mathias Vetter übernommen. Er ist eine Einrichtung des Konservatoriums Georg Friedrich Telemann.
Anfänglich nur aus Sopran und Alt bestehend, hat sich der Chor zu einer Chorbesetzung entwickelt, welche sich aus Knabenstimmen (Sopran und Alt) und Männerstimmen (Tenor und Bass) zusammensetzt und den Auftrittschor bilden.
Daneben gibt es noch den Nachwuchschor (fünf- bis neunjährige Sänger) und den erst neu gegründeten „Jungen Männerchor Magdeburg“. In einigen Konzerten treten auch Chorsolisten verschiedener Stimmgruppen auf. Sänger, die sich im Stimmwechsel befinden, werden separat stimmbildnerisch betreut. Das Repertoire umfasst weltliche und geistliche Chormusik aus fünf Jahrhunderten. Zum festen Programm des Chores gehören neben den jährlich stattfindenden Frühlings- und Weihnachtskonzerten auch die Chorfreizeit (Sommerferien) und ein großes Familien-Chor-Sommerfest. Das Chorleben besteht nicht nur aus gemeinsamen Probentätigkeiten, es findet auch eine teilweise gemeinsame Freizeitgestaltung statt. Mittlerweile ist es zur Tradition geworden, dass der Chor auch an anderen Veranstaltungen und Konzerten teilnimmt. Regelmäßig werden Konzertreisen im In- und Ausland durchgeführt. Darüber hinaus nimmt der Chor an nationalen und internationalen Chortreffen teil. Konzertreisen führten ihn bisher nach Belgien, Niederlande, Österreich, Schweiz, Russland, Luxemburg, Katar und nach Mallorca.
Der Chor hat eigene CDs und MCs veröffentlicht.